# 1213 Алжир
1213 Алжи́р (1213 Algeria) — астероїд головного поясу, відкритий 5 грудня 1931 року.
Тіссеранів параметр щодо Юпітера — 3,158.